# Aromânii din Albania
Aromânii din Albania reprezintă a doua minoritate ca număr de membri după cea greacă și una dintre populațiile autohtone (alături de cea greacă) de pe teritoriul acestui stat. Acest statut (de minoritate) este recunoscut oficial. 
Aromânii sunt urmașii triburilor ilirice și traco-dacice, precum și ai coloniștilor romani (latini) de pe teritoriul actual al Albaniei. Numărul lor variază între 9000 de persoane până la 700.000 de persoane, după unele statistici. Cea mai mare parte a aromânilor din Albania se denumesc ei înșiși „rămâni”, astfel încât clasificarea lor simplu ca aromâni este problematică. În general, aromânii din Albania sunt denumiți de către populația albaneză drept vlahi sau ciobani. Ei aparțin ramurii fărșeroților și sunt concentrați în zona muntoasă din sud-vestul Albaniei în jurul orașului Corcea sau Korița. O altă parte a aromânilor a fost sedentarizată în zona de câmpie din jurul orașelor Fier ajungând până pe malul mării Adriatice la Vlora sau Avlona. În anumite cazuri, sate speciale s-au alocat pentru aceștia de către statul albanez cum ar fi așezarea denumită Anton Poci. Cea mai cunoscută așezare istorică aromână este localitatea Moscopole (distrusă aproape în totalitate de trupele albaneze musulmane conduse de Ali Pașa în 1788) din sud-estul Albaniei. 
De-a lungul timpului, aromânii nu au beneficiat de destule școli (cu excepția celor din Divjaka) în care să-și fi învățat limba maternă, mass-media, instituții culturale și susținere guvernamentală pentru a-și fi păstrat identitatea proprie.
Din acești rămâni, mulți bărbați practicau încă în anii 1950-60 transhumanța, fără să aibă domiciliu fix, așa cum i-a surprins etnologul clujean Petru Neiescu într-una din vizitele sale pe teren. Se pare ca aceștia nu sunt fărșeroți propriu-ziși, ci saracaciani care au reușit să scape de procesul de grecizare stabilindu-se în decursul diferitelor perioade istorice în spațiul albanez. Vechea politica de sprijinire de către București a instituțiilor de învățământ și stabilimentelor bisericești pentru rămânii aromâni pare să se reînnoade. S-au alocat peste 2 miliarde de lei pentru Biserica ortodoxă aromână "Schimbarea la Față" din Corcea, patronată de Patriarhia română unde a activat preotul-paroh aromân fărșerot Dumitrache Veriga (decedat în 2016). Cel mai vestit și apreciat fotograf profesionist contemporan din Albania, Aurel Duka, este aromân. Fatos Nano, alt aromân, a fost prim-ministru din partea Partidului Socialist în perioada 1991-2005.
Încă de la sfârșitul secolului al XIX-lea, România a susținut pe căi diplomatice înființarea și recunoașterea unui stat independent, federal și dualist româno-albanez în Peninsula Balcanică, care să reunească teritoriile locuite de albanezi și aromâni, lucru concretizat în timpul Primului Război Balcanic, prin declarația de independență a Albaniei de pe data de 28 noiembrie, recunoscută prin Tratatul de la Londra din data de 30 mai 1913. Cu toate că aromânii și Regatul României au avut o contribuție decisivă în proclamarea și recunoașterea independenței Albaniei, România fiind primul stat care i-a recunoscut independența, plus faptul că la București, cu concursul liderilor români, s-a constituit primul guvern al Albaniei, în frunte cu primul președinte al Albaniei, Ismail Qemali, partea albaneză nu și-a onorat niciodată promisiunea făcută colegilor lor de luptă aromâni, adică acela de constituire a unui stat dualist româno-albanez, în care și aromânii să aibă aceleași drepturi politice ca și albanezii.
Istoria modernă a aromânilor din Albania a fost marcată de multe evenimente tumultoase. Primul eveniment din această serie de evenimente tumultoase a fost  distrugerea aproape în totalitate a orașelor aromâne înfloritoare, Moscopole (al doilea oraș balcanic din punctul de vedere al populației și al prosperității, depășit fiind doar de Constantinopol) și Grabova, în anul 1788 de către trupele albaneze musulmane conduse de Ali Pașa. Aceste atacuri au reprezentat punctul culminant al acțiunilor întreprinse încă din anul 1769 de către otomani și albanezi împotriva populației aromâne, ca urmare a revoltei Orlov. De atunci, cele două orașe nu au mai reușit să atingă din nou statutul lor precedent. 
Un alt moment de cumpănă prin care au trecut aromânii din Albania a fost distrugerea pentru a doua oară a localității Moscopole (pe atunci parte a Republicii Autonome a Epirului de Nord⁠(en)[traduceți], declarată independentă în anul 1914), în anul 1916, în plin război mondial, de către trupele albaneze (aliate cu Puterile Centrale) conduse de Sali Butka (considerat de albanezi drept erou național, însă de aromâni drept un terorist, criminal de război și tâlhar). Ca urmare a acestui asediu, mii de aromâni au fost masacrați în mod brutal de trupele albaneze.
În timpul celui de-Al Doilea Război Mondial, Albania a fost ocupată de Italia Fascistă iar mai apoi de Germania Nazistă. În această perioadă etnicii aromâni au fost supuși unui val de persecuții din partea autorităților fasciste albaneze, alături de alte minorități, cum ar fi evreii, grecii și sârbii. Aceste persecuții au început pentru prima dată în timpul ocupației italiene, sub guvernarea locală pro-italiană a Partidului Fascist Albanez, dar au continuat și în timpul ocupației germane, sub guvernarea locală pro-germană a organizației fasciste albaneze Balli Kombëtar⁠(en)[traduceți].
Și în timpul Albaniei comuniste, aromânii au continuat să fie persecutați, discriminați de către autorități (aceștia nu au beneficiat de școli în care să-și învețe limba maternă, mass-media, instituții culturale, susținere guvernamentală pentru a-și păstra identitatea proprie) și supuși unui proces agresiv și îndelungat de deznaționalizare și albanizare, iar ca urmare a politicii de anihilare a cultelor religioase întreprinse de autoritățile comuniste, majoritatea covârșitoare a preoților ortodocși aromâni au fost executați sau au decedat în lagărele comuniste, iar apoi toate bisericile ortodoxe care aparțineau minorității aromâne (ultimele centre de conservare a identității pe care le mai aveau aromânii) au fost dărâmate sau închise, alături de toate celelalte lăcașe de cult aparținând tuturor cultelor religioase din Albania. 
Pe 13 octombrie 2017, Parlamentul albanez, la cererea Uniunii Europene (ca condiție pentru o viitoare aderare la blocul comunitar), a votat un proiect de lege privind protecția minorităților etnice, aromânii primind astfel statut oficial de minoritate națională. Însă recunoașterea lor ca minoritate națională a Albaniei nu a îmbunătățit semnificativ situația lor, aromânii rămânând în continuare o minoritate discriminată și fără sprijin substanțial din partea statului albanez, ei nebeneficiind nici în prezent de destule școli în care să-și învețe limba maternă, mass-media, instituții culturale, susținere guvernamentală pentru a-și păstra identitatea proprie (pe care majoritatea aromânilor nu și-o asumă în public și în recensăminte din cauza discriminărilor la care ar fi ulterior supuși).

## Personalități
- Haralambie Balamaci

## Galerie de imagini

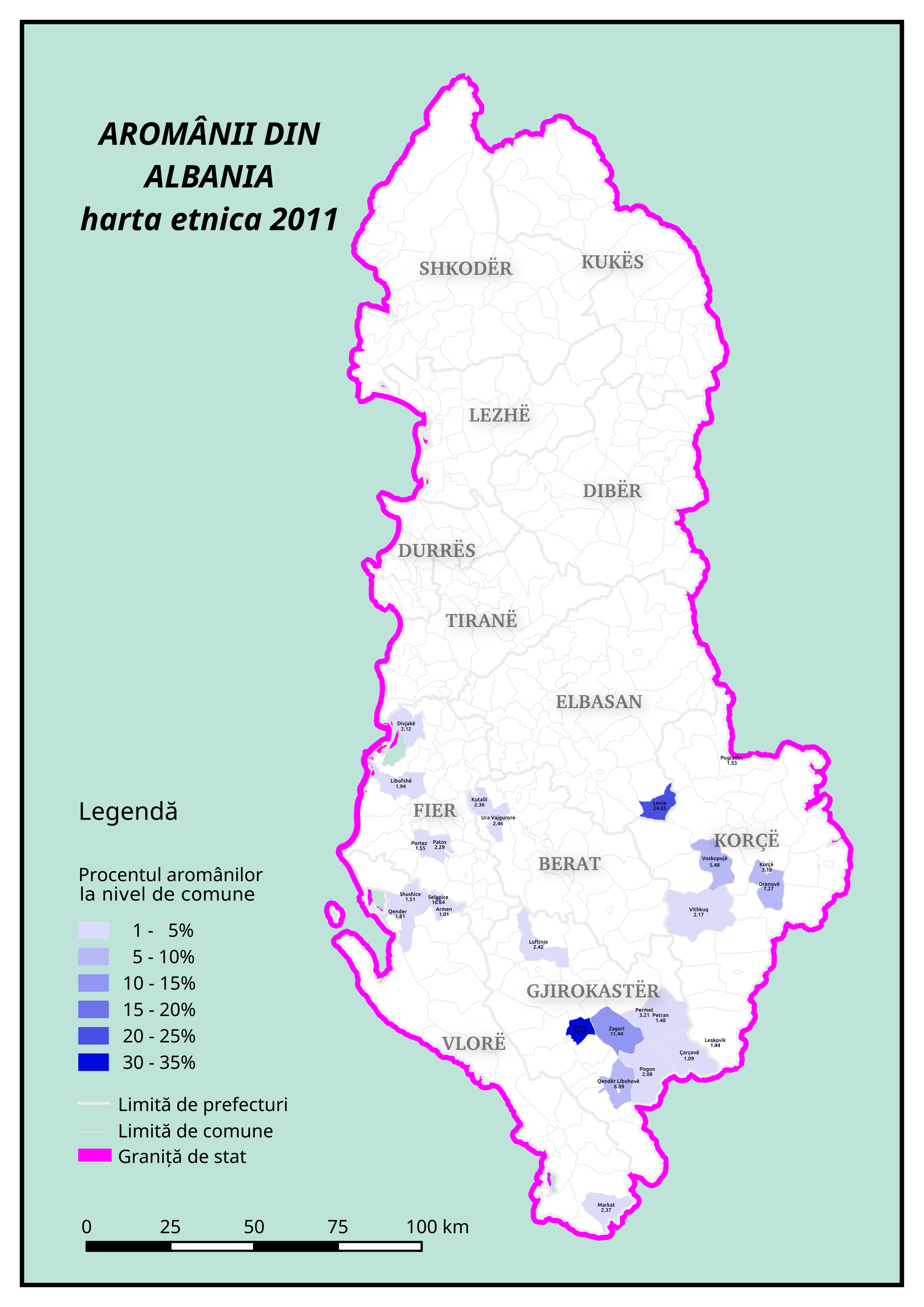
Ponderea aromânilor din Albania la nivel de comune, după recensământul populației din 2011
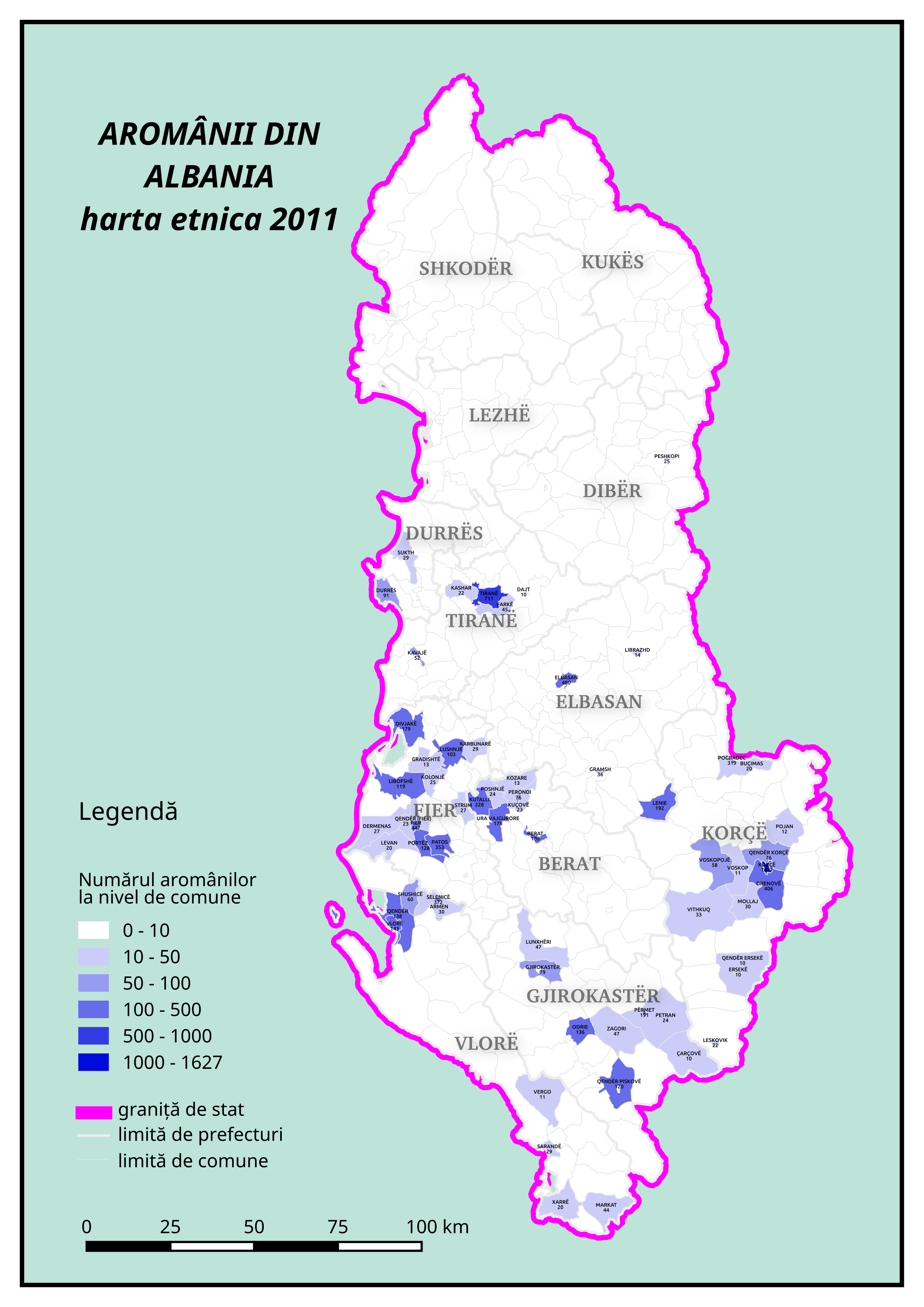
Numărul aromânilor din Albania la nivel de comune, după datele recensământului din 2011

## Legături externe
- Românii din Albania – Aromânii (1) Arhivat în 18 martie 2015, la Wayback Machine. de la istoria.md